# Tanagra
Tanagra (tiếng Hy Lạp: ?) là một khu tự quản ở vùng Trung Hy Lạp, Hy Lạp. Khu tự quản Tanagra có diện tích 461 km², dân số theo điều tra ngày 18 tháng 3 năm 2001 là 21156 người.